# Timothy Weah
Timothy Tarpeh Weah, född 22 februari 2000, är en amerikansk fotbollsspelare som spelar för den italienska klubben Juventus. Han representerar även USA:s herrlandslag. Han är son till den tidigare professionelle fotbollsspelaren George Weah. 
I mars 2018 gjorde han sin seniordebut för Paris Saint-Germain och spelade sin första internationella landskamp för USA.